# Kardašova Řečice (zámek)
Zámek v Kardašově Řečici je českou kulturní památkou.

## Historie
Široké území pozemkové državy pánů z Hradce zahrnovalo před polovinou 13. století i okolí dnešní Kardašovy Řečice. Nejpozději na přelomu 13. a 14. století se Řečice stala osadou s farním kostelem a nedalekým feudálním sídlem pánů z Řečice z rodu Vítkovců (erbu pětilisté růže), jehož zakladatelem byl Ondřej I. z Řečice. Po smrti Oldřicha III. z Hradce držel část řečického zboží Oldřich IV. z Hradce.
V roce 1362 je zmíněn spolu s Ondřejem II. z Řečice jako spolupatron kostela. 
Oldřichovo dědictví zahrnovalo vedle Řečice i řadu obcí v okolí Hradce (Skrýchov, Hatín, Stajku, Buk, Ratiboř, Polští, Roseč a snad i některé další). Před rokem 1367 směnil Oldřich IV. z Hradce s vyšehradskou kapitulou vesnici Roseč s poplužním dvorem za svoje dědictví v Řečici (městečko s 21 kopami grošů českých ročního úroku s pozemky a 44 domy). Za Jindřicha IV. z Hradce se stalo městečko Řečice s tvrzí součástí hradecko-telčského panství.
V 16. století tvořilo na dominiu pánů z Hradce trhové městečko Kardašova Řečice spolu s dalšími okolními vesnicemi a třemi hospodářskými dvory samostatnou část jindřichohradeckého panství, jehož výnos sloužil většinou jako výměnek vdov a neprovdaných dcer pánů z Hradce. Ačkoliv v blízkosti městečka stála tvrz, nechali hradečtí majitelé při panském pivovaru postavit nové obytné a hospodářské prostory, kde se nacházely i místnosti pro zaměstnance a kancelář písaře. Zejména ve druhé polovině 16. století zde občas pobývala vrchnost nebo nejvyšší úředníci dominia. Kardašořečické panství bylo spravováno z Jindřichova Hradce, panské sídlo v Kardašově Řečici obsluhovalo jen nižší služebnictvo pro správu a chod hospodářského dvora.

### Pozemková reforma
V roce 1921 byla pozůstalost Karla Paara při provádění pozemkové reformy dána do záboru. Jednalo se o velkostatek Volanice; velkostatek Kardašova Řečice se dvory Dráchov, Pleše; velkostatek Bechyně (veškerá zemědělská půda mimo Kamenný Dvůr). Dnem 1. října 1922 započal přídělový komisař v Jindřichově Hradci K. Sedlář pro velkostatky majitelů E. Czernina (Jindřichův Hradec se dvory sv. Jakubský, Lišná, Tramenář, Nový Dvůr, Drahejško, Šímanovský, Holná, Jančina, Velhartický, Schönbornský) a Karla Paara (Kardašova Řečice se dvory Dráchov, Pleše, Kardašova Řečice) přídělové řízení. Ze dvora Dráchov vytvořil Státní pozemkový úřad zbytkový statek o rozloze 63 ha, který za přídělovou cenu 211.500.- Kč koupil Peterka Josef, ze dvora Pleše druhý zbytkový statek o rozloze 65 ha, který odprodal za přídělovou cenu 204.000.- Kč Václavu Musilovi.
Zbytkové statky a jiné objekty na velkostatku Kardašova Řečice;...Státní pozemkový úřad vyhlašuje podle vládního nařízení ze dne 6. dubna 1922...a vládního nařízení ze dne 7. dubna 1923, že přidělí podle § 25. zákona ze dne 30. ledna 1920 do vlastnictví, popřípadě pachtu, z velkostatku Kardašova Řečice, patřícího vlastnicky Alfonsovi Paarovi, v soudním okr. Veselí n. Luž. Zbytkový statek Pleše ve výměře 55,10 ha, a to polí 42,7 ha, luk 10,9 ha a jiné půdy 1,50 ha. Tiskopisy (formuláře žádostí na příděl) lze obdržet u přídělového komisaře Státního pozemkového úřadu v Jindřichově Hradci nebo u Stát. pozemkového úřadu v Praze, za poplatek 3 Kč.
Venkov, 14.06.1923, s. 10
Zbytkový statek na velkostatku Kardašova Řečice. Státní pozemkový úřad přidělí do vlastnictví, popřípadě do pachtu z velkostatku Kardašova Řečice, patřícího vlastnicky Alfonsovi Paarovi, v soud. okrese Veselí nad Luž., zbytkový statek Dráchov ve výměře asi 61 ha... ve lhůtě ode dne 30. června do dne 11. července 1923.
Venkov, 30.06.1923, s. 10
Od roku 1930 se zámek nacházel ve vlastnictví řádu Školských sester, kterým byl 90. letech 20. století navrácen v restituci.